# José Riu
José Riu (Caracas, 26 de noviembre de 1960) es un guitarrista, cantante y compositor venezolano, sobresaliente por ejecutar los géneros blues y rock. Fue guitarra líder de la icónica banda venezolana Pastel de Gente, y de Blues Gang, además de haber sido invitado a compartir escenario en distintas ocasiones con músicos de la talla de BB King, John Hammond y Otis Rush.

## Reseña biográfica

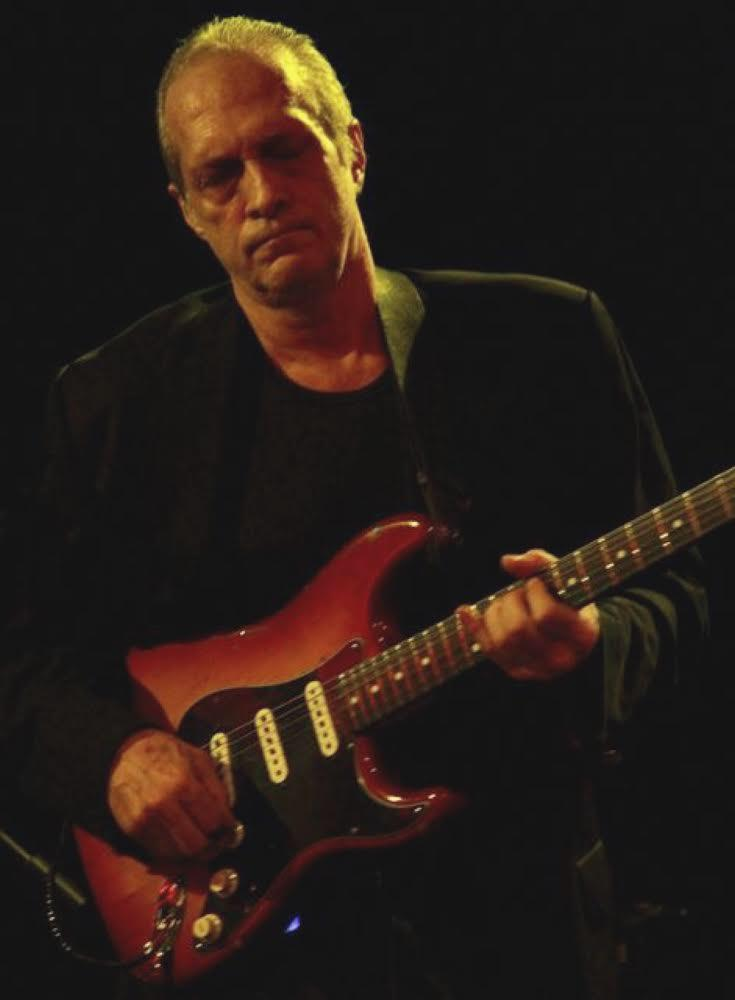
Jose Riu

A los 16 años, comenzó a tocar guitarra de forma autodidacta, teniendo como principal influencia el blues, aunque también interepreta otros géneros, como son el rock, el soul, el jazz, y la música latina. A la edad de 24 años grabó su primer disco con el grupo Pastel de Gente, llamado El Blues del Plan Unión (1985), y dos años más tarde, con la misma agrupación graba su segundo LP titulado Estas viejo Rock and Roll (1987).
En el año 1989, regresa a los estudios de grabación para producir su primer disco como solista, Caminando bajo la lluvia, para tiempo más tarde grabar su segundo  álbum, Tengo el Blues (2007).
De igual forma, ha grabado y se ha presentado con diferentes  músicos y bandas como Yordano, Seger, Spiteri, Carros Usados, Soto Blues Band entre muchos otros.

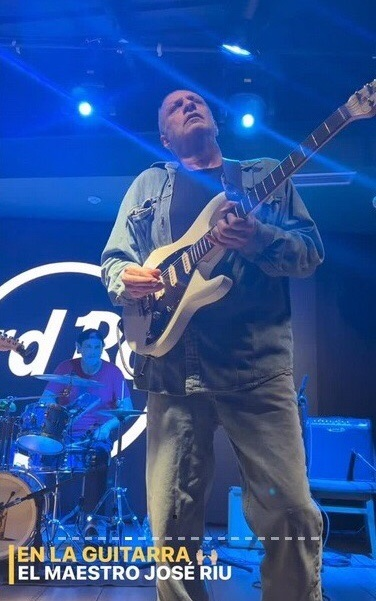
Hard Rock Cafe in Caracas

A lo largo de más de 30 años de trayectoria, José Riu ha actuado en numerosos escenarios de Venezuela y otros países como Estados Unidos, Inglaterra y Ecuador, además ha tenido la oportunidad de tocar con músicos de la talla de Otis Rush y John Hammond, y de abrir los shows de importantes figuras internacionales, como B.B. King, Andy Summers (guitarrista de The Police), Edgar Winter, Zucchero y The Dirty Dozen, entre otros. 
Asimismo, participa como invitado en el Festival de Nuevas Bandas (1996) en el tributo que se le realizó a Gerry Weill (en el cual grabó un tema junto al propio Gerry Weill), y en el Festival de Blues de Riobamba (Ecuador) realizado en noviembre de 2014, donde también actúa junto al cantautor ecuatoriano Jaime “ El Chamo” Guevara. En 2015 viaja a Inglaterra donde se presenta en diversos pubs y bares de la ciudad de Londres, y comparte tarima con Jimmy C and the Blues Dragons. En el año 2020 participa en la XIII edición del Festival Internacional Quito Blues que se realizó en redes sociales del 18 al 22 de agosto.

## Discografía
- El Blues del Plan Unión Depósito legal nb-85-0424 (1985)
- Estas viejo Rock and Roll Depósito legal NB-0435 (1987)
- Caminando bajo la lluvia (1989)
- Tengo el Blues (2007)